# Reporter senza frontiere

Indice della Libertà di Stampa 2024
Situazione molto seria
Situazione difficile
Problemi notevoli
Situazione soddisfacente
Situazione buona
Non classificato/ nessun dato

Reporter Senza Frontiere (RSF), o Reporters Sans Frontières (RSF) (nella originaria denominazione francese), o Reporter Without Borders (RWB) è un'organizzazione non governativa e no-profit che promuove e difende la libertà di informazione e la libertà di stampa. L'organizzazione ha sede principale a Parigi ed ha lo status di consulente delle Nazioni Unite.
Reporter Senza Frontiere ha due principali sfere di attività: la prima si concentra sulla censura di Internet e sui nuovi media, mentre l'altra è dedita a fornire assistenza materiale, economica e psicologica ai giornalisti assegnati a zone pericolose. Le sue missioni sono:
- il monitoraggio costante degli attacchi alla libertà di informazione a livello mondiale;
- la denuncia di ogni forma di attacco ai media;
- la collaborazione con i governi per combattere la censura e le leggi volte a restringere la libertà di informazione;
- l'assistenza morale e finanziaria ai giornalisti perseguitati e alle loro famiglie;
- l'offerta di aiuto materiale ai corrispondenti di guerra allo scopo di aumentarne la sicurezza.

#### Netizen Prize

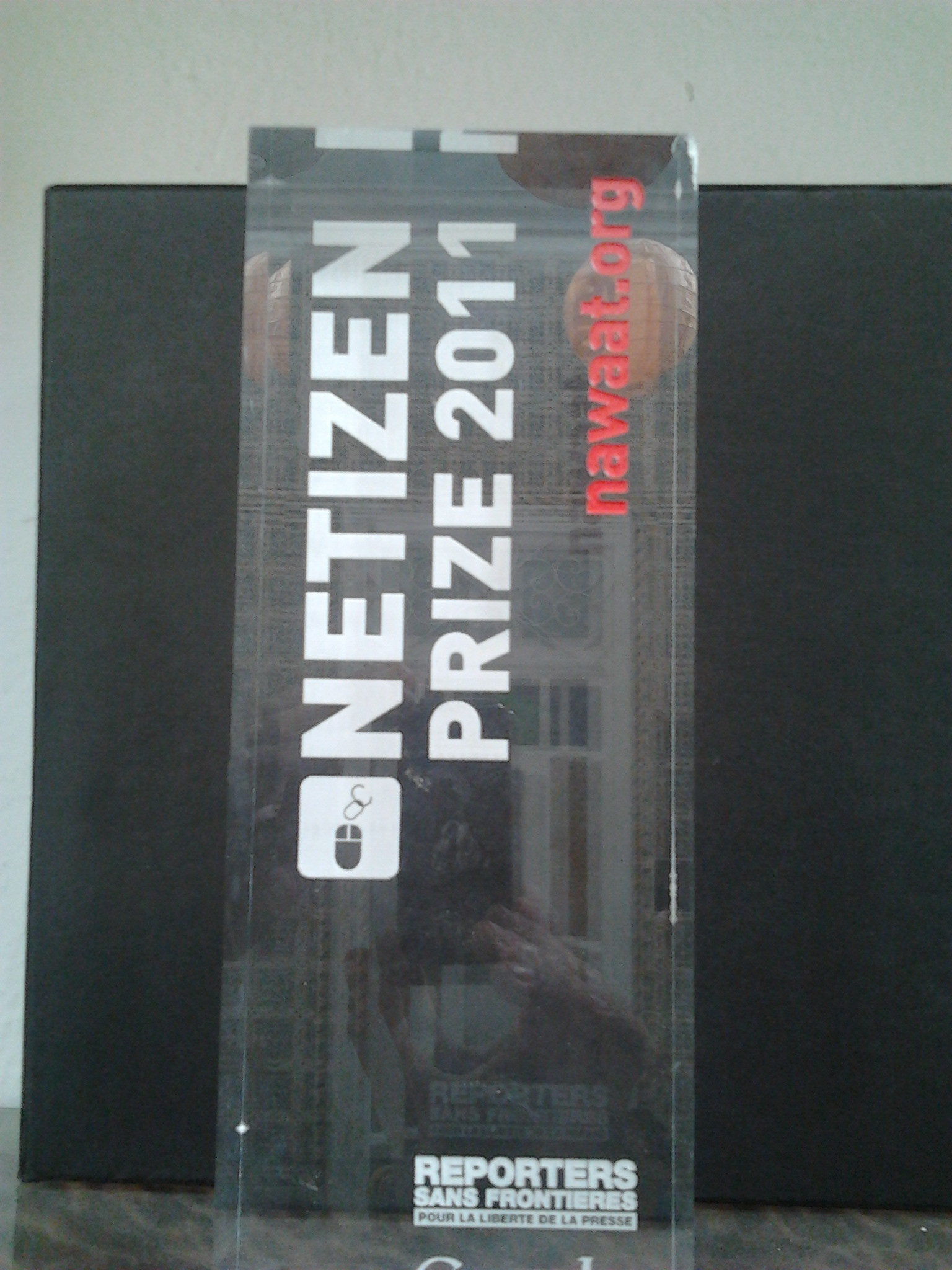
Netizen Prize 2011 Reporter Senza Frontiere

## Campagne

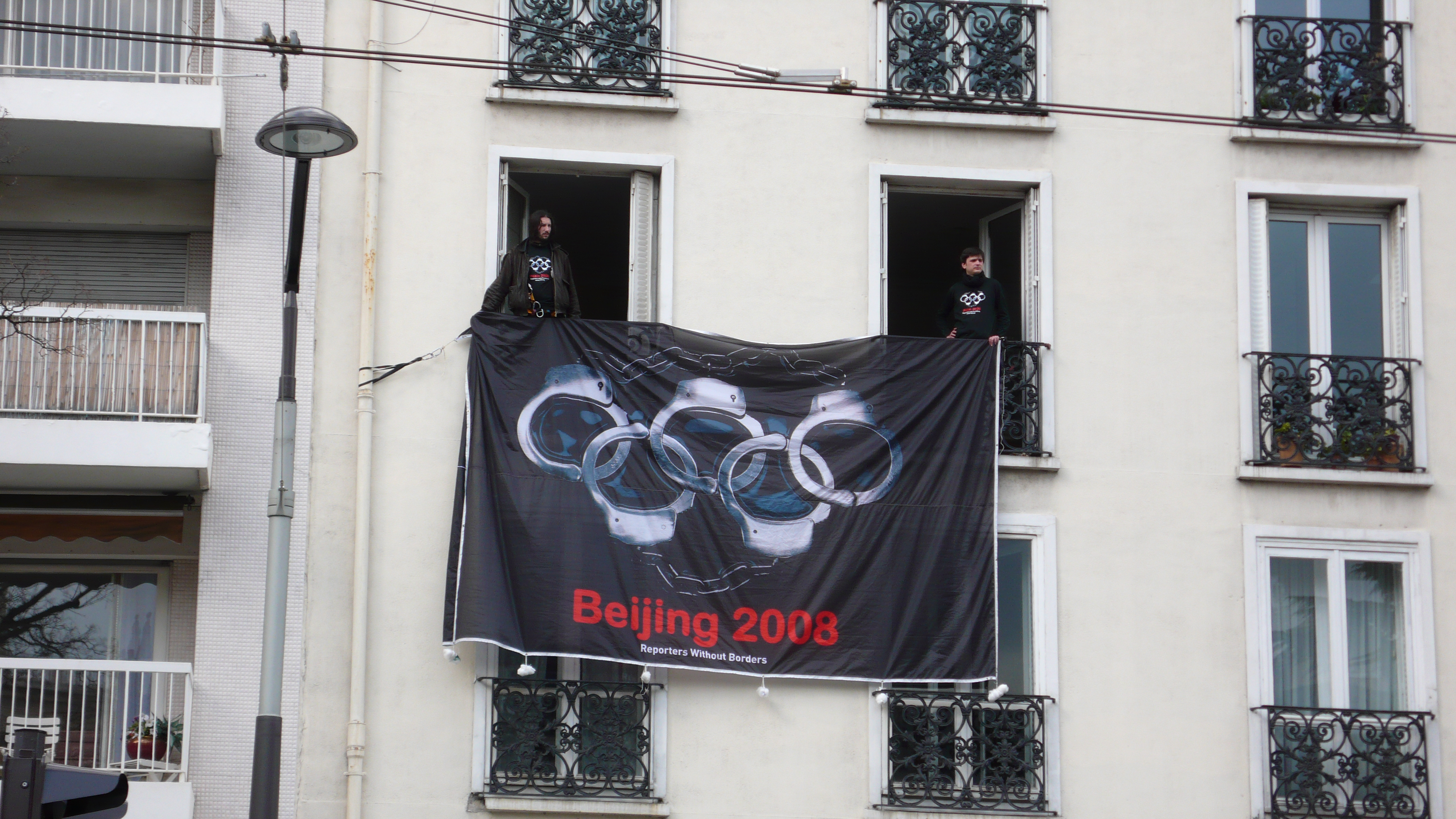
RWB handcuffs as Olympic rings protesting 2008 Olympics in China

## Storia
Reporter Senza Frontiere è stata fondata nel 1985 da Robert Ménard, Rémy Loury, Jacques Molénat e Émilien Jubineau a Montpellier, in Francia. La sede principale si trova nella Seconda Circoscrizione di Parigi. RSF ha sedi anche a Berlino, Bruxelles, Ginevra, Madrid, Roma, Stoccolma, Tunisi, Vienna e Washington D.C. Il primo ufficio con sede in Asia si trova a Taipei, in Taiwan, è stato inaugurato ufficialmente nel luglio 2017. Il Taiwan è stato classificato come migliore nazione asiatica nell'Indice sulla Libertà di Stampa di RSF per cinque anni consecutivi, a partire dal 2013, e nel 2017 si è classificata al 45º posto.
In principio, l'associazione ha lavorato per promuovere il giornalismo alternativo, ma ci sono stati disaccordi tra i fondatori. Alla fine, è rimasto solo Ménard e ha cambiato la direzione dell'organizzazione indirizzandola verso la promozione della libertà di stampa. Reporter Senza Frontiere afferma di ispirarsi all'Articolo 19 della Dichiarazione Universale dei Diritti Umani del 1948, che afferma che chiunque ha "il diritto alla libertà di opinione e di espressione" e anche che ha il diritto di "cercare, ricevere e trasmettere" informazioni e idee "indipendentemente dalle frontiere".
Ménard è stato il primo Segretario generale di RSF. Nel 2008 è subentrato Jean-François Juilliard. Nel 2012 il posto di Juillard è stato preso da Christophe Deloire, che è stato nominato Direttore Generale.
Oltre al nome iniziale francese ha altri due nomi ufficiali: in inglese Reporters Without Borders o RWB, in spagnolo Reporteros Sin Fronteras. Dal 1º gennaio 2012, in Italia si usa il nome in lingua italiana, Reporter senza frontiere, e l'acronimo comune RSF accompagnato dalla specificazione "Italia".
I principali mezzi di azione diretta di Reporter Senza Frontiere sono i ricorsi alle autorità governative attraverso lettere, petizioni e frequenti comunicati stampa. Grazie alla rete internazionale di circa 150 corrispondenti, RSF raccoglie informazioni e conduce indagini sulle violazioni della libertà di stampa per area (Europa, Asia-Pacifico, Medio Oriente e Nord Africa e Americhe) o per argomento. Quando necessario, invia un team per valutare le condizioni di lavoro dei giornalisti in uno specifico paese. Rilascia, annualmente, report sui paesi nonché l'indice della libertà di stampa. Ha lanciato campagne promozionali con l'assistenza pro bono di agenzie pubblicitarie per sensibilizzare l'opinione pubblica sulle minacce alla libertà di informazione e sulla libertà di stampa, per compromettere l'immagine dei paesi considerati nemici della libertà di espressione, e per scoraggiare il sostegno politico della comunità internazionale ai governi che attaccano invece di proteggere la libertà di informazione.
RSF, inoltre, fornisce assistenza a giornalisti e ai media che si trovano in pericolo o in difficoltà di sussistenza. Fornisce aiuto economico ai giornalisti esiliati o imprigionati e alle loro famiglie, oltre che alle famiglie di giornalisti che sono stati uccisi e che non ricevono supporto alcuno; aiuta i giornalisti a lasciare i loro paesi d'origine se lì si trovano in pericolo; rimedia agli effetti di atti vandalici sugli organi di stampa; copre le spese legali di giornalisti che sono stati perseguitati per i loro articoli e le spese mediche di chi è stato attaccato fisicamente; in certi casi, fornisce giubbotti antiproiettile ad uso dei giornalisti.
Nel 2019 sotto la direzione di Christophe Deloire ha vinto il prestigioso premio Dan David Prize per il suo contributo alla difesa della Democrazia.

### Partner
Reporter Senza Frontiere è membro fondatore della Borsa Internazionale della Libertà di Espressione, una rete virtuale di organizzazioni non governative che monitora le violazioni della libertà di espressione in tutto il mondo e difende giornalisti, scrittori e chiunque sia perseguitato nell'esercizio del proprio diritto alla libertà di espressione.
Reporter Senza Frontiere è presente in 150 paesi attraverso corrispondenti locali che fungono da antenne di informazione e in stretta cooperazione con gruppi locali e regionali che operano per la libertà di stampa, inclusi:
| Paese                            | Organizzazione                                                          |
| -------------------------------- | ----------------------------------------------------------------------- |
| Bangladesh                       | Bangladesh Centre for Development, Journalism and Communication (BCDJC) |
| Bielorussia                      | Belarusian Association of Journalists (BAJ)                             |
| Birmania                         | Burma Media Association (BMA)                                           |
| Colombia                         | Ceso-FIP (Solidarity Centre-International Federation of Journalists)    |
| Colombia                         | Colombian Federation of Journalists (FECOLPER)                          |
| Repubblica Democratica del Congo | Journalist In Danger (JED)                                              |
| Eritrea                          | Association of Eritrean Journalists in Exile                            |
| Honduras                         | Committee for Free Expression (C-Libre)                                 |
| Iraq                             | Journalistic Freedom Observatory (JFO)                                  |
| Kazakistan                       | Journalists in Danger                                                   |
| Messico                          | Centre for Journalism and Public Ethics (CEPET)                         |
| Pakistan                         | Tribal Union of Journalists (TUJ)                                       |
| Romania                          | Media Monitoring Agency                                                 |
| Russia                           | Glasnost Defence Foundation (GDF)                                       |
| Somalia                          | National Union of Somali Journalists (NUSOJ)                            |
| Sri Lanka                        | Journalists for Democracy in Sri Lanka (JDS)                            |
| Thailandia                       | Thai Netizen Network (TNN)                                              |
| Zimbabwe                         | Zimbabwe Journalists for Human Rights (ZJHR)                            |

### Premi ricevuti
Nel corso degli anni, Reporter Senza Frontiere ha ricevuto numerosi premi, tra cui:
- 2014: ha ricevuto il premio "DemokratiePreis 2014" della città di Bonn.
- 2013: ha ricevuto il premio "Freedom of Speech Award" dall'Associazione internazionale dei club di stampa, a Varsavia.
- 2012: ha ricevuto il premio "Club Internacional de Prensa", a Madrid.
- 2009: ha condiviso il premio "Roland Berger Human Dignity Award" con Shirin Ebadi, avvocato iraniano per i diritti umani e premio Nobel per la pace nel 2003.
- 2009: ha ricevuto la "Médaille Charlemagne" per i media europei.
- 2008: ha ricevuto il premio "Kahlil Gibran Award for Institutional Excellence" dalla Fondazione Arab American Institute.
- 2007: ha ricevuto il premio "Asia Democracy and Human Rights Award" dalla Taiwan Foundation for Democracy e il premio "Dawit Isaak Prize" della Swedish Publicists's Association.
- 2006: ha ricevuto un premio "International Emmy Award" dalla International Academy of Television Arts and Sciences.
- 2005: ha condiviso il Premio Sakharov del Parlamento europeo per la "Libertà di pensiero" con Hauwa Ibrahim, avvocato nigeriano per i diritti umani e il movimento cubano Ladies in White.
- 1999: ha ricevuto il Premio Colombe d'Oro per la Pace da parte dell'Istituto di Ricerche Internazionali Archivio Disarmo. [1]
- 1997: ha ricevuto il premio "Journalism and Democracy Prize" dall'Assemblea del Parlamento dell'Organizzazione per la sicurezza e la cooperazione in Europa (OSCE).
- 1992: ha ricevuto il premio "Lorenzo Natali Journalism Prize" dalla Commissione europea per la difesa dei diritti umani e della democrazia.

## Pubblicazioni
Reporter senza frontiere rilascia comunicati stampa, rapporti su missioni di inchiesta e pubblicazioni periodiche. Pubblica regolarmente relazioni di missione sugli sviluppi in singoli paesi, o regioni, o su un argomento specifico. Ogni dicembre rilascia un resoconto annuale degli eventi legati alla libertà di informazione e alla sicurezza dei giornalisti.